# Вилијамсон (Џорџија)
Вилијамсон (енгл. Williamson) град је у америчкој савезној држави Џорџија. По попису становништва из 2010. у њему је живело 352 становника.

## Демографија
Према попису становништва из 2010. у граду је живело 352 становника, што је 55 (18,5%) становника више него 2000. године.
| Група             | 2000.       | 2010.       |
| Белци             | 250 (84,2%) | 294 (83,5%) |
| Афроамериканци    | 41 (13,8%)  | 35 (9,9%)   |
| Азијати           | 0 (0,0%)    | 2 (0,6%)    |
| Хиспаноамериканци | 3 (1,0%)    | 3 (0,9%)    |
| Укупно            | 297         | 352         |